# EFAF Cup 2012
Der EFAF Cup 2012 war die elfte Ausgabe des EFAF Cups. Die Saison begann am 7. April 2012 und endete am 14. Juli 2012 mit dem Finale. In einem rein dänischen Endspiel schlugen die Søllerød Gold Diggers die Triangle Razorbacks mit 31:21.

## Gruppenphase

### Gruppe A
|    | Verein                  | Sp | TD      | Diff. | Punkte |
| -- | ----------------------- | -- | ------- | ----- | ------ |
| 1. | Grenoble Centaures      | 2  | 47:15   | +32   | 4:0    |
| 2. | Valencia Firebats       | 2  | 104:300 | +74   | 2:2    |
| 3. | / Cineplexx Blue Devils | 2  | 015:121 | −106  | 0:4    |

| Datum     | Kickoff | Heim                    | Ergebnis                    | Gast                    | Stadion                      |
| --------- | ------- | ----------------------- | --------------------------- | ----------------------- | ---------------------------- |
| 7. April  | 18:00   | Grenoble Centaures      | 30:0 (14:0, 9:0, 0:0, 7:0)  | Valencia Firebats       | Stade Lesdiguiere            |
| 22. April | 14:00   | / Cineplexx Blue Devils | 15:17 (13:7, 0:7, 0:3, 2:0) | Grenoble Centaures      | Stadion Herrenried           |
| 5. Mai    | 17:00   | Valencia Firebats       | 104:0 (24:0,40:0,16:0,24:0) | / Cineplexx Blue Devils | Poliesportiu Quatre Carreres |

Beim Spiel in Valencia protestierten die Cineplexx Blue Devils gegen die schlechten Platzverhältnisse. Das Spiel fand trotzdem statt, woraufhin die Blue Devils ihre Angriffe abknieten und ihre Defense sich nicht bewegte.

### Gruppe B
|    | Verein              | Sp | TD    | Diff. | Punkte |
| -- | ------------------- | -- | ----- | ----- | ------ |
| 1. | Spartiates d’Amiens | 2  | 59:20 | +39   | 4:0    |
| 2. | Basel Gladiators    | 2  | 43:48 | −5    | 2:2    |
| 3. | Alphen Eagles       | 2  | 28:62 | −34   | 0:4    |

| Datum     | Kickoff | Heim                | Ergebnis                      | Gast                | Stadion               |
| --------- | ------- | ------------------- | ----------------------------- | ------------------- | --------------------- |
| 28. Mai   | 14:00   | Basel Gladiators    | 37:14 (14:0, 9:14, 0:0, 14:0) | Alphen Eagles       | Rankhof               |
| 21. April | 19:00   | Alphen Eagles       | 14:25 (0:6, 7:0, 7:0, 0:19)   | Spartiates d’Amiens | Sportspark Zegersloot |
| 5. Mai    | 19:00   | Spartiates d’Amiens | 34:6 (13:6, 7:0, 7:0, 7:0)    | Basel Gladiators    | Grand Marais Stadium  |

### Gruppe C
|    | Verein                | Sp | TD     | Diff. | Punkte |
| -- | --------------------- | -- | ------ | ----- | ------ |
| 1. | Søllerød Gold Diggers | 2  | 101:20 | +81   | 4:0    |
| 2. | Prague Black Hawks    | 2  | 50:43  | 0+7   | 2:2    |
| 3. | Wrocław Giants        | 2  | 7:95   | −88   | 0:4    |

| Datum     | Kickoff | Heim                  | Ergebnis                     | Gast                  | Stadion                    |
| --------- | ------- | --------------------- | ---------------------------- | --------------------- | -------------------------- |
| 7. April  | 14:00   | Prague Black Hawks    | 13:43 (0:6, 0:17, 7:13, 6:7) | Søllerød Gold Diggers | Stadion Univerzity Karlovy |
| 22. April | 13:00   | Søllerød Gold Diggers | 58:7 (20:0, 28:7, 7:0, 3:0)  | Wrocław Giants        | Rundforbi Idrætsanlæg      |
| 5. Mai    | 12:00   | Wrocław Giants        | 0:37 (0:7, 0:14, 0:7, 0:9)   | Prague Black Hawks    | Olympic Stadium Wrocław    |

### Gruppe D
|    | Verein                        | Sp | TD     | Diff. | Punkte |
| -- | ----------------------------- | -- | ------ | ----- | ------ |
| 1. | Triangle Razorbacks           | 2  | 83:36  | 0+47  | 4:0    |
| 2. | New Yorker Lions Braunschweig | 2  | 80:26  | 0+54  | 2:2    |
| 3. | Milano Seamen                 | 2  | 12:113 | −101  | 0:4    |

| Datum     | Kickoff | Heim                          | Ergebnis                      | Gast                          | Stadion                  |
| --------- | ------- | ----------------------------- | ----------------------------- | ----------------------------- | ------------------------ |
| 7. April  | 18:00   | Milano Seamen                 | 0:56 (0:21, 0:21, 0:7, 0:7)   | New Yorker Lions Braunschweig | Vigorelli Stadium        |
| 28. April | 18:00   | New Yorker Lions Braunschweig | 24:26 (0:3, 14:0, 7:15, 3:8)  | Triangle Razorbacks           | Stadion Hamburgerstrasse |
| 5. Mai    | 19:00   | Triangle Razorbacks           | 57:12 (21:0, 15:6, 14:6, 7:0) | Milano Seamen                 | Vejle Stadium            |

## Play-offs
|  | Halbfinale | Halbfinale            | Halbfinale |  |  | Finale   | Finale                | Finale |
|  |            |                       |            |  |  |          |                       |        |
|  |            |                       |            |  |  |          |                       |        |
|  | Danemark   | Søllerød Gold Diggers | 42         |  |  |          |                       |        |
|  | Frankreich | Amiens Spartiates     | 41         |  |  |          |                       |        |
|  |            |                       |            |  |  | Danemark | Søllerød Gold Diggers | 31     |
|  |            |                       |            |  |  | Danemark | Triangle Razorbacks   | 21     |
|  | Danemark   | Triangle Razorbacks   | 36         |  |  |          |                       |        |
|  | Frankreich | Grenoble Centaures    | 20         |  |  |          |                       |        |
|  |            |                       |            |  |  |          |                       |        |

### Halbfinale
|                                              |                           |  |                       |                           |                     |  |                                      |
|                                              | Nærum 16. Juni 2012 15:00 |  | Søllerød Gold Diggers | \| \| 42 : 41 \| \| \| \| | Spartiates d’Amiens |  | Rundforbi Idrætsanlæg Zuschauer: 500 |
| (21:14, 7:0, 0:7, 7:14) OT: 7:6 Spielbericht | Nærum 16. Juni 2012 15:00 |  | Søllerød Gold Diggers |                           | Spartiates d’Amiens |  | Rundforbi Idrætsanlæg Zuschauer: 500 |
|                                              | 42 : 41                   |  |                       |                           |                     |  |                                      |
|                                              |                           |  |                       |                           |                     |  |                                      |

|                                     |                           |  |                     |                           |                    |  |                              |
|                                     | Vejle 16. Juni 2012 19:00 |  | Triangle Razorbacks | \| \| 36 : 20 \| \| \| \| | Grenoble Centaures |  | Vejle Stadion Zuschauer: 700 |
| (7:0, 0:7, 14:7, 15:6) Spielbericht | Vejle 16. Juni 2012 19:00 |  | Triangle Razorbacks |                           | Grenoble Centaures |  | Vejle Stadion Zuschauer: 700 |
|                                     | 36 : 20                   |  |                     |                           |                    |  |                              |
|                                     |                           |  |                     |                           |                    |  |                              |

### Finale
|                                     |                           |  |                     |                           |                       |  |                                |
|                                     | Vejle 14. Juli 2012 19:00 |  | Triangle Razorbacks | \| \| 21 : 31 \| \| \| \| | Søllerød Gold Diggers |  | Vejle Stadion Zuschauer: 1.300 |
| (0:7, 14:7, 7:17, 0:0) Spielbericht | Vejle 14. Juli 2012 19:00 |  | Triangle Razorbacks |                           | Søllerød Gold Diggers |  | Vejle Stadion Zuschauer: 1.300 |
|                                     | 21 : 31                   |  |                     |                           |                       |  |                                |
|                                     |                           |  |                     |                           |                       |  |                                |